# Viridictyna
Genre
Viridictyna est un genre d'araignées aranéomorphes de la famille des Dictynidae.

## Distribution
Les espèces de ce genre sont endémiques de Nouvelle-Zélande.

## Liste des espèces
Selon World Spider Catalog (version 26, 12/07/2025) :
- Viridictyna australis Forster, 1970
- Viridictyna kikkawai Forster, 1970
- Viridictyna nelsonensis Forster, 1970
- Viridictyna parva Forster, 1970
- Viridictyna picata Forster, 1970

## Systématique et taxinomie
Ce genre a été décrit par Forster en 1970 dans les Dictynidae.

## Publication originale
- Forster, 1970 : « The spiders of New Zealand. Part III. » Otago Museum Bulletin, vol. 3, p. 1-184.